# Owen Meredith River
Owen Meredith River (Meredith River, Queen Meredith River) är ett vattendrag i Australien. Det ligger i delstaten Tasmanien, i den sydöstra delen av landet, omkring 220 kilometer nordväst om delstatshuvudstaden Hobart.
I omgivningarna runt Owen Meredith River växer i huvudsak städsegrön lövskog. Trakten runt Owen Meredith River är nära nog obefolkad, med mindre än två invånare per kvadratkilometer. Genomsnittlig årsnederbörd är 2 793 millimeter. Den regnigaste månaden är augusti, med i genomsnitt 366 mm nederbörd, och den torraste är februari, med 117 mm nederbörd.